# 劍橋鎮區 (密歇根州)
劍橋鎮區（英語：Cambridge Township）是位於美國密歇根州萊納維縣的一個行政鎮區。

## 地方資料
劍橋鎮區的面積為91.90平方千米，當中陸地面積為82.90平方千米，而水域面積為0.90平方千米。根據2020年美國人口普查的數據，當地共有人口5722人，而人口密度為每平方千米62.26人。